# Breguet Aerhydroplane
Breguet Aerhydroplane é um protótipo de hidroavião desenvolvido pela Breguet.

## Especificações
Dados de: Jane's Encyclopedia of Aviation
Descrições gerais
- Peso vazio: 1 400 kg (3 090 lb)
- Peso bruto (carregado): 2 000 kg (4 410 lb)

Motorização
- Número de motores: 1x
- Tipo do motor: Motor a pistão
- Fabricante/modelo: Salmson
- Potência por motor: 130 hp (96,9 kW)
- Descrição do propulsor/hélice: Quadripá